# Poznańska Wyższa Szkoła Biznesu
Poznańska Wyższa Szkoła Biznesu – uczelnia niepubliczna założona w 2001 roku.

## Uczelnia i jej historia
Uczelnia oferuje studia licencjackie (w systemie stacjonarnym i niestacjonarnym) na kierunku zarządzanie w ramach 8 specjalizacji.
W 2009 roku uczelnia zajęła 2 miejsce w ogólnopolskim rankingu szkół wyższych organizowanym przez ACI i Głos Wielkopolski (w kategorii niepublicznych uczelni licencjackich i inżynierskich).
PWSB wpisana jest do rejestru niepaństwowych uczelni zawodowych Ministerstwa Nauki i Szkolnictwa Wyższego pod pozycją nr 82. Uczelnia powstała na podstawie decyzji Ministra Edukacji Narodowej i Sportu z dnia 3 października 2001 r. i działa w myśl Ustawy o Wyższych Szkołach Zawodowych z dnia 26.06.1997 r.
Od początku swojej działalności siedziba uczelni mieściła się na ul. św. Marcin w Poznaniu. Od 2006 roku wszystkie zajęcia odbywają się w nowoczesnym, w pełni odremontowanym budynku przy ul. Niedziałkowskiego 18.
Od roku akademickiego 2005/2006 prowadzone są studia w języku angielskim na specjalności Management in business.
W drugiej połowie 2009 roku rozpoczęto wdrażanie kompleksowego programu rozwoju uczelni opartego na uzyskanym dofinansowaniu z Unii Europejskiej, w ramach Programu Operacyjnego Kapitał Ludzki.
Program rozwojowy obejmuje:
- uruchomienie od października 2009 roku nowej specjalizacji – Zarządzanie w turystyce (bezpłatne studia I stopnia w trybie dziennym, z angielskim jako językiem wykładowym)
- zajęcia wyrównawcze z matematyki dla studentów pierwszorocznych
- zwiększenie oferty Biura Karier obejmujące m.in. 6-miesięczne płatne staże zawodowe dla absolwentów oraz kompleksowe doradztwo dla studentów i absolwentów (zawodowe, psychologiczne, prawne)
- szkolenia, warsztaty, seminaria dla: studentów, absolwentów, kadry akademickiej i osób spoza środowiska akademickiego (Business English, aplikacje biurowe, informatyczne narzędzia do zarządzania itp.)
- większą współpracę z zagranicznymi ośrodkami akademickimi (wymiana kadry, zagraniczne wizyty studyjne, wdrażania nowoczesnych rozwiązań edukacyjnych stosowanych na świecie itp.)
- rozwój infrastruktury edukacyjnej.

Od 2010 roku uczelnia zmieniła nazwę na Poznańska Wyższa Szkoła Biznesu.

## Władze Uczelni
- Rektor – prof. zw. dr hab. Tadeusz Mendel
- Kanclerz – mgr Tomasz Sworowski

## Studia
Uczelnia oferuje studia I stopnia (licencjackie) na kierunku Zarządzanie w języku wykładowym polskim i angielskim.

## Współpraca międzynarodowa
Uczelnia pozytywnie przeszła procedury akredytacyjne przeprowadzanej przez międzynarodową instytucję akredytacyjną szkół wyższych NIBS (Network of International Business Schools). Uzyskanie akredytacji umożliwia prowadzenie wspólnych studiów, a docelowo uzyskanie podwójnych dyplomów przez absolwentów. Poznańska Wyższa Szkoła Biznesu i Języków Obcych współpracuje z kilkunastoma uznanymi uczelniami zagranicznymi, z takich krajów jak Holandia, USA, Rumunia, Wielka Brytania, Kanada, Finlandia, Węgry, Dania, Hiszpania, Czechy, Francja, Austria i Bułgaria.
PWSB współpracuje m.in. z:
- Tampere University of Technology – Finlandia
- Agder University College – Norwegia
- Erasmus University, Rotterdam School Of Management
- University of Louisville Kentucky – USA
- Partium Christian University, Oradea – Rumunia
- University of Western Ontario – Kanada
- King’s University College Uwo London – Kanada
- DQS Polska – Deutsche Gesellschaft zur Zertifizierung von Managementsystemen.

Kadra prowadzi wykłady, wspólne badania naukowe i prezentacje na konferencjach międzynarodowych na:
- Oxford University
- Erasmus University, Rotterdam School of Management
- University of Louisville Kentucky
- USA – Academy of Management New York i Filadelfia
- Partium Christian University, Oradea, Rumunia.

## Inne działania
Samodzielnie oraz we współpracy z partnerami PWSBiJO realizuje także inne działania edukacyjne oraz angażuje się w promowanie kultury. Wśród tych działań wymienić można:
- organizacja corocznej, międzynarodowej konferencji „Innovation in Management” z udziałem przedstawicieli zagranicznych ośrodków akademickich, we współpracy z Fundacją na Rzecz Edukacji Obywatelskiej
- nauczanie języków obcych (angielski, hiszpański) wspólnie ze Studium Języków Obcych przy Fundacji Uniwersytetu im. Adama Mickiewicza
- warsztaty teatralno-językowe dla młodzieży pod kierunkiem Grzegorza Chołuja, aktora występującego m.in. na deskach Teatru Nowego w Poznaniu, we współpracy z Fundacją na Rzecz Edukacji Obywatelskiej
- promowanie przedsiębiorczości akademickiej (poprzez inicjowanie działań prowadzących do powstawania firm i instytucji przy uczelni, takich jak Global Management Institute, Innovative Management Institute),
- promocja sztuki poprzez organizację wystaw malarstwa i fotografii w funkcjonującej na terenie PWSBiJO Galerii BEKOS oraz koncertów zespołów muzycznych i chórów.

## Projekty finansowane ze środków Unii Europejskiej
PWSB w pełni wykorzystuje możliwości jakie daje Polsce członkostwo w Unii Europejskiej. Dzięki współpracy z Europejskim Biurem Inicjatyw Gospodarczych w lata 2008–2009 udało się pozyskać dofinansowanie na takie projekty jak:
- „Shakespeare in school – warsztaty teatralno-językowe”
- „Poznańska Przedsiębiorczość Akademicka”
- „Zarządzanie w hotelarstwie – studia w języku angielskim oraz szkolenia dla osób spoza środowiska akademickiego”
- „Kompetentny Absolwent – program rozwoju studentów i absolwentów”.

## Informacje dodatkowe
Uczelnia posiada Kartę Erasmusa – prawo do uczestniczenia w międzynarodowej wymianie studentów i wykładowców. Wprowadziła także ECTS – Europejski Systemu Oceny Nauczania.